# Gold Diggers of 1937
Gold Diggers of 1937 (bra: Cavadoras de Ouro de 1937) é um filme musical estadunidense de 1936, do gênero comédia, dirigido por Lloyd Bacon, com números musicais coreografados e dirigidos por Busby Berkeley, e estrelado por Dick Powell, Joan Blondell (que eram casados na época), com Glenda Farrell e Victor Moore.
O filme apresenta músicas feitas e compostas pelas equipes de Harold Arlen e E.Y. Harburg, e Harry Warren e Al Dubin. Foi baseado na peça teatral "Sweet Mystery of Life", de Richard Maibaum, Michael Wallach e George Haight, que foi apresentada brevemente na Broadway em 1935. Warren Duff escreveu o roteiro com a ajuda de Tom Reed, que foi anunciado como "construtor de roteiro".
Este é o quinto filme produzido pela Warner Bros. da série de filmes "Gold Diggers", seguindo os filmes "The Gold Diggers" (1923), um filme mudo, e o filme sonoro parcialmente perdido "Gold Diggers of Broadway" (1929), assim como "Gold Diggers of 1933" (1933) – uma refilmagem do filme de 1923 e o primeiro a apresentar os extravagantes números de produção de Busby Berkeley – e "Gold Diggers of 1935" (1935). O filme foi seguido por "Gold Diggers in Paris" (1938).
Uma colcha de retalhos, o filme vai do sublime, com "With Plenty of Money and You", à torturante experiência de "All's Fair in Love and War".

## Sinopse
Rosmer Peek (Dick Powell), um agente de seguros, é forçado pelos vigaristas Morty Wethered (Osgood Perkins) e Tom Hugo (Charles D. Brown) a vender uma apólice ao produtor teatral J. J. Hobart (Victor Moore). Quando descobre que Hobart pode morrer repentinamente, ele tenta mantê-lo vivo a qualquer preço. Para isso, conta com o auxílio de Norma Perry (Joan Blondell), uma secretária que também trabalha como corista.

## Elenco
- Dick Powell como Rosmer "Rossi" Peek
- Joan Blondell como Norma Perry
- Glenda Farrell como Genevieve "Gen" Larkin
- Victor Moore como J. J. Hobart
- Lee Dixon como Boop Oglethorpe
- Osgood Perkins como Morty Wethered
- Charles D. Brown como Tom Hugo
- Rosalind Marquis como Sally LaVerne
- Irene Ware como Irene
- William B. Davidson como Andy Callahan
- Olin Howland como Dr. MacDuffy
- Charles Halton como Dr. Bell
- Paul Irving como Dr. Warshof
- Harry C. Bradley como Dr. Henry
- Joseph Crehan como Presidente
- Susan Fleming como Lucille Bailey

## Músicas
Os números de produção foram criados, encenados, coreografados e dirigidos por Busby Berkeley. Originalmente, todas as músicas do filme deveriam ter sido escritas por Harold Arlen e E.Y. Harburg, mas Berkeley ficou insatisfeito e contratou Harry Warren e Al Dubin, que haviam contribuído com músicas para seus filmes anteriores da Warner Bros. A música "With Plenty of Money and You" (que também foi chamada de "The Gold Diggers' Lullaby") tornou-se um sucesso.
- "Speaking of the Weather" – por Harold Arlen (música) e E.Y. Harburg (letra)
- "Let's Put Our Heads Together" – por Arlen e Harburg
- "With Plenty of Money and You (The Gold Diggers' Lullaby)" – por Harry Warren (música) e Al Dubin (letras)
- "Life Insurance Song" – por Arlen e Harburg
- "All's Fair in Love and War" – por Warren e Dubin (A encenação para este número utilizou 104 mulheres em uniformes militares brancos sapateando em formações militares e padrões geométricos)[8]
- "Hush Mah Mouth" – por Arlen e Harburg (deletado da versão final)

## Produção
Embora Busby Berkeley tenha dirigido "Gold Diggers of 1935" (1935), para este filme, a cadeira do diretor foi ocupada pelo veterano da comédia Lloyd Bacon, que havia colaborado com Berkeley em "Rua 42" (1933). "Gold Diggers of 1937" marcou o retorno de Victor Moore às telas após uma ausência de dois anos depois do filme "Gift of Gab" (1934), durante o qual ele estrelou "Anything Goes", na Broadway.
O filme ficou em produção no estúdio da Warner Bros. em Burbank de meados de julho de 1936, e estreou em 26 de dezembro de 1936. Teve um lançamento geral dois dias depois.

## Premiações
Em 1937, Busby Berkeley foi indicado ao Oscar de melhor coreografia pelo número musical "All's Fair in Love and War". Hermes Pan ganhou o prêmio pela sequência "Fun House", em "Cativa e Cativante".

### Bilheteria
O filme foi bem nas bilheterias. Arrecadou US$ 954.000 nacionalmente e US$ 441.000 no exterior, totalizando US$ 1.395.000 mundialmente.

## Adaptação para a rádio
Uma adaptação de rádio de uma hora, intitulada "Gold Diggers" foi ao ar no Lux Radio Theatre em 21 de dezembro de 1936. Durante a apresentação, o apresentador Cecil B. DeMille explicou que a adaptação combinava o enredo de "Gold Diggers of 1933" com a música de "Gold Diggers of 1937". Esta adaptação para o rádio estrelou Dick Powell e Joan Blondell, que apareceram em ambos os filmes.